# Gallows

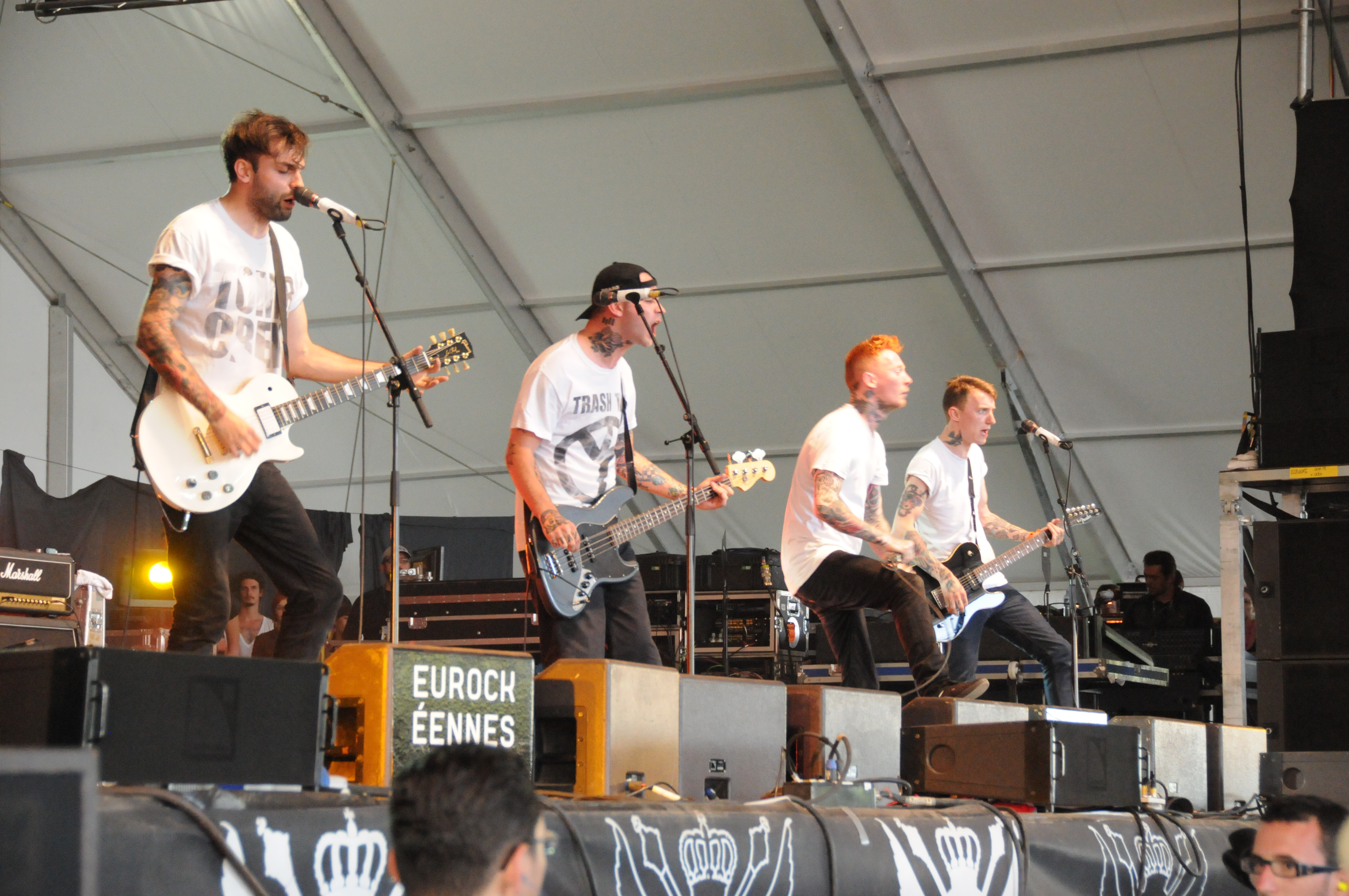
Gallows live in 2010

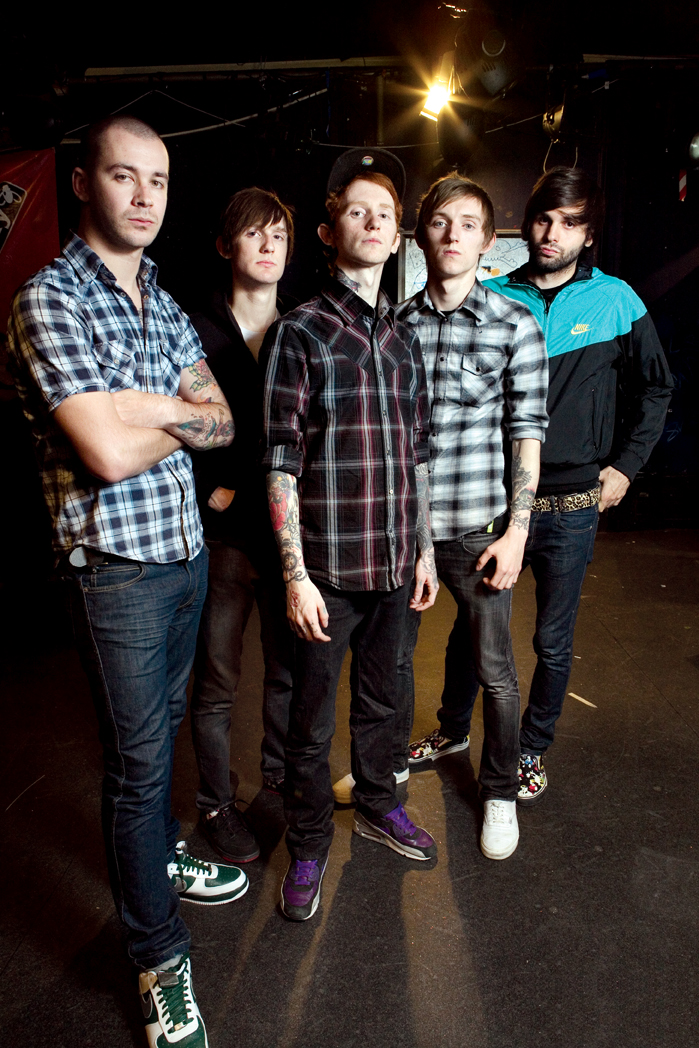
Gallows in 2007

Gallows is een Engelse punk/hardcore band uit Watford. De band is gevormd in 2005.

## Bezetting
- Wade MacNeil - Zanger (2011–heden)
- Laurent Barnard - Gitarist/Toetsenist
- Steph Carter - Gitarist
- Stu Gili-Ross - Bassist
- Lee Barratt - Drummer

## Biografie
Gallows werd gevormd begin 2005 en kwam voort uit bands als Winter In June en My Dad Joe. Ze speelden al snel met bands als JR Ewing, The Suicide File, Silent Drive, Bring Me the Horizon en nog vele anderen.
Ze brachten in 2006 hun debuutalbum Orchestra Of Wolves uit op In At The Deep End Records. Ze speelden hiervoor talloze shows in Groot-Brittannië. Intussen is het album al uitverkocht.
In 2007 staan optredens op de Give It A Name-festivals, Groezrock en de Warped Tour in de Verenigde Staten op het programma.
In 2009 kwam het tweede album uit, genaamd Grey Britain.
In juli 2011 stapt zanger Frank Carter uit de band. De zanger en de rest van de band hebben meningsverschillen over hoe Gallows zal klinken in de toekomst. Gallows heeft besloten dat ze verdergaan zonder Frank.

Voormalig Alexisonfire gitarist en zanger Wade MacNeil vervangt Frank Carter in augustus 2011, kort nadat Alexisonfire liet weten te stoppen.
Op 24 september 2012 brengt de band hun derde album uit genaamd Gallows

## Discografie

### Albums
- Orchestra of Wolves - 2006
- Grey Britain - 2009
- Gallows - 2012
- Desolation Sounds - 2015